# Italia 8
Italia 8 è stata un'emittente televisiva privata interregionale con sede a Castelletto d'Orba, in provincia di Alessandria, appartenente al gruppo televisivo di 7 Gold Telecity (che comprendeva anche un terzo canale, Telestar).
Il suo nome nell'era digitale, dal 2011 alla chiusura, è stato Italia 8 Canale 78.

## Storia

### Le origini
Nata nel 1988 dalla preesistente (dal 1985) TeleOvada, integrata da alcune frequenze non utilizzate di Telecity (editore Giorgio Tacchino) e da quelle di Rete 10 (precedentemente possedute da Telebiella), come Italia 8 Piemonte ; ha poi assunto una copertura interregionale: nel 1990 nasce l'analoga Italia 8 Lombardia (attiva già dal 1988 col nome Rete 8, facente parte del gruppo televisivo Aiazzone) e il segnale riesce a coprire Piemonte, Lombardia e parte della Liguria.
I canali UHF da cui trasmette sono il 48 in Lombardia, il 44 e il 57 in Piemonte e il 38 ad Alessandria e provincia.
Dapprima utilizzata per ritrasmettere i programmi di Telecity, Italia 8 ha assunto successivamente un carattere autonomo.
La programmazione indipendente inizia solo nel 1992 con il Tg8, condotto da Paola Milani, che viene separato da quello di Italia 7 - Telecity. Vengono in seguito aggiunti programmi sportivi e di cartomanzia. Uno dei varietà musicali più seguiti è Amichevolmente con voi condotto da Dino Crocco. Nella stagione 1993/1994 Italia8 manda in onda il programma Zona franca condotto da Gianfranco Funari.

### Il progetto Amica 8
Con Giampiero Ades e il progetto syndication di Amica 8 si cerca di portare l'emittente ai vertici nazionali. Il segnale viene ripetuto dai canali Italia 8 Piemonte, Italia 8 Lombardia e Telestar Liguria. Ne avrebbero dovuto far parte anche Canale 30 (Veneto), Europarma più altre due emittenti da definire per l'Emilia-Romagna, Atv7 (Abruzzo), Antenna Vesuvio (Campania), Tele Calabria e Rete Kalabria (Calabria), TeleRent e Rei Tv (Sicilia). Da definire restavano anche le emittenti per le regioni Toscana, Umbria, Marche, Lazio, Puglia (poi sarà TeleRegione), Basilicata e Sardegna.
Ben presto tuttavia l'emittente abbandona il progetto nazionale per continuare a trasmettere solo in alcune regioni del nord Italia (Piemonte e Lombardia) conservando il logo di Amica 8 con sotto in corsivo scritto Italiaotto per quasi dieci anni.
Il programma di punta dell'emittente è Musica insieme, condotto da Dino Crocco, ideato e trasmesso per anni da Telestar, e ora in onda su entrambi i canali in sinergia. Completano il palinsesto film, telefilm e una rubrica completamente dedicata alle televendite dal titolo Per voi con noi....

### Italia 8 - Video Italia / Italia 8 Prestige
All'inizio degli anni 2000 su Italia 8 Piemonte continua la messa in onda di Musica insieme (che in Liguria è trasmesso su Telestar e in Lombardia passa da Italia8 a Telestar), mentre su Italia 8 Lombardia il palinsesto autoprodotto si assottiglia sempre più per lasciare spazio alla ripetizione di Video Italia, in Piemonte irradiato per poche ore giornaliere sull'affiliata Telestar per un breve periodo, poi passata su altre televisioni private. Da tanti anni il suo ingresso nella programmazione notturna La Vetrina dell' auto, redazionale sulla compravendita delle auto prodotta da Publirose e trasmettendo oltre che su Italia 8, anche sulle vari emittenti del gruppo Telecity ma anche sul canale satellitare Italia 8 Prestige dall'aprile 2007. Video Italia prosegue, invece, le trasmissioni in Lombardia fino al 31 dicembre 2006.

### Milano+ e Torino+
Il 1º gennaio 2007 Italia 8 Lombardia cessa la ripetizione di Video Italia e torna a un palinsesto autonomo con un nuovo marchio Milano + in Lombardia e Torino + in Piemonte. L'idea era quella di creare una TV all news regionale sul modello delle tv locali americane ma il progetto non va in porto e dopo pochi anni torna il logo Italia8. La programmazione comprende inizialmente il Tg8 regionale, una rassegna stampa alle ore 8.00, lo show Musica insieme in onda a mezzogiorno e Sexy Bar nella tarda serata; quindi seguono televendite varie nelle rubriche Milano+ Shopping (per Milano+) e Torino+ Shopping (per Torino+). Fra i programmi serali spiccano il talk show L'equilibrista, il varietà Mi ritorni in mente presentato da Marco Predolin, la rubrica sportiva Milan-Inter con Elio Corno e Tiziano Crudeli (in onda su Milano+) e la corrispondente Juve-Toro per Torino+. Lavorano a Milano+ Simona Arrigoni, Nicoletta Tacchino, Roberto Villani e Michele Avola. Dal maggio 2007, l'emittente propone nelle ore pomeridiane dal lunedì al venerdì i programmi de La Tv delle Libertà, e il sabato e la domenica le vendite in diretta di orologi Arte24 (in onda sul canale satellitare Italia 8 Prestige) condotte da Roberto Montresor e Alessio Pistoia. La domenica sera trova spazio dalle ore 23:00 all'1:00 di notte con Diretta Auto, la trasmissione che propone in diretta le proposte dell'Autosalone Antonini di Varedo condotta dai vari collaboratori dell'autosalone e da Rosette Cobucci (conduttrice de La Vetrina dell' auto).
Vi sono delle novità riguardanti il longevo show Musica insieme: per un breve periodo cessano le dirette della trasmissione da Castelletto d'Orba, condotta da Dino Crocco e Romina, per dare spazio alle dirette della nascitura versione lombarda del programma dal nuovo studio di Assago, che vede alla conduzione Marco Predolin. La versione piemontese di Musica insieme torna poi in diretta il sabato e la domenica all'ora di pranzo, mentre quella lombarda continua la messa in onda dal lunedì al venerdì mettendo a frutto collaborazioni con l'emittente radiofonica Radio Zeta di Angelo Zibetti.
Col tempo il palinsesto si impoverisce e rimangono in onda solo le trasmissioni Musica Insieme dallo studio di Assago (infatti Dino e Romina tornano in onda dal lunedì al venerdì, come un tempo, ma su Telecity 7 Gold e solo per il Piemonte e la Liguria) e il Tg8 mentre per il resto della giornata lo spazio viene occupato dalle televendite.

### Il digitale terrestre
Con il passaggio al digitale Italia 8 è visibile anche in Liguria (cosa che non accadeva in analogico). All'interno del mux di Italia 8 nascono nuovi canali:
- ItaliaOtto 1 (ossia la rete ammiraglia classica Italia 8)
- ItaliaOtto 2
- Italia 8 - Canale 78

### Italia 8 Uno e Due[22]
I due nuovi canali presentano un palinsesto differenziato tra loro.
Su ItaliaOtto 1, oltre a Musica Insieme, presentato da Roby Di Nunno e Lara Denora, e al Tg8 (che ormai non è più autonomo ma è semplicemente la ritrasmissione del tg di Telecity 7 Gold), sono proposti i telefilm China Beach, Diamonds e Happy end e i nuovi programmi La giostra dei ricordi e Fiesta Latina.
Su ItaliaOtto 2 vanno in onda le repliche di Musica Insieme e molte televendite.
Con la nascita della rete tematica di divulgazione nazionale 7 Gold Musica, il palinsesto di Italia8 resta spoglio degli show musicali. Così, su ItaliaOtto 1, oltre ai telefilm che già andavano in onda, si aggiungono film e documentari vari ad arricchire la programmazione.
Entrambi i canali vengono soppressi nel 2012. A tutt'oggi sono stati anche spenti totalmente.

### Canale 78
Con l'arrivo del digitale il canale cambia definitivamente nome in Italia 8 - Canale 78. L'emittente è l'unica sopravvissuta di Italia 8 ad essere tuttora operativa.
Dal 1º febbraio 2011 il canale viene ripetuto anche in Veneto, Friuli e Trentino con il marchio "Canale 78-La 10" (Mux Teleregione) e in Emilia-Romagna con la dicitura "Canale 78-NuovaRete" (Mux Sestarete) allo stesso numero LCN; nei mesi seguenti il segnale è arrivato anche in Toscana (Mux TVR Teleitalia) con LCN 211; nelle Marche (Mux Tele Adriatica) con LCN 113; nel Lazio (Mux 7 Gold Lazio) con LCN 219; in Campania (Mux 7 Gold Campania) con LCN 290; in Abruzzo (Mux Antenna 10) con LCN 633; in Puglia con LCN 213 e in Basilicata con LCN 115 (Mux 7 Gold Puglia); in Calabria (Mux 7 Gold Calabria) con LCN 217; in Sicilia (Mux 7 Gold Sicilia) con LCN 640 (nel Lazio e nelle regioni meridionali la rete è denominata "Canale 78 Sud").
Canale 78 è dunque la riproposizione in syndication di Italia 8 con i programmi Musica insieme (repliche datate, trasmesse in mattinata), televendite in diretta (in onda per gran parte della giornata), informazione (il Tg Salute di Telecity) e con la ripetizione di TelePadania (nelle ore serali). Dal mese di febbraio del 2018 il canale passa sotto la gestione di 7 Gold Sestarete: continua la messa in onda delle televendite ma variano gli spazi informativi mattutini (il Tg salute è sostituito dal Tg7 Emilia-Romagna).
Dal 2021 nel Nordovest il canale cambia palinsesto e si aggiungono le televendite di gioielli, contestualmente la programmazione passa solo in HD.
In occasione della riduzione delle frequenze dovuta alla liberazione della banda 700 MHz, dal marzo 2022 scompare definitivamente il marchio Italia 8.

## Multiplex Italia 8

### Liguria
Italia 8 Liguria trasmetteva tramite DVB-T in Liguria esclusivamente sulla frequenza UHF 35. Il mux è stato spento definitivamente il 18 Aprile 2021.

### Piemonte e Lombardia
Italia 8 possedeva anche un multiplex DVB-T nella regione Piemonte ed uno in Lombardia, entrambi veicolati sulla frequenza UHF 43, dal momento dello spegnimento del segnale analogico terrestre, ossia lo switch-off del 2010. Nel mese di dicembre del 2012 i canali in essi contenuti vengono eliminati e ridistribuiti nei mux regionali di Telecity e Telestar, in conseguenza della rottamazione spontanea delle frequenze di Italia 8, da parte del gruppo televisivo di Giorgio Tacchino.